# Walter Kusch
Walter Kusch (n. 31 mai 1954, Hildesheim, Germania) este un înotător german, medaliat olimpic. A participat la 2 ediții ale Jocurilor Olimpice (1972, 1976) în care a câștigat o medalie de bronz.